# Quarry Bends

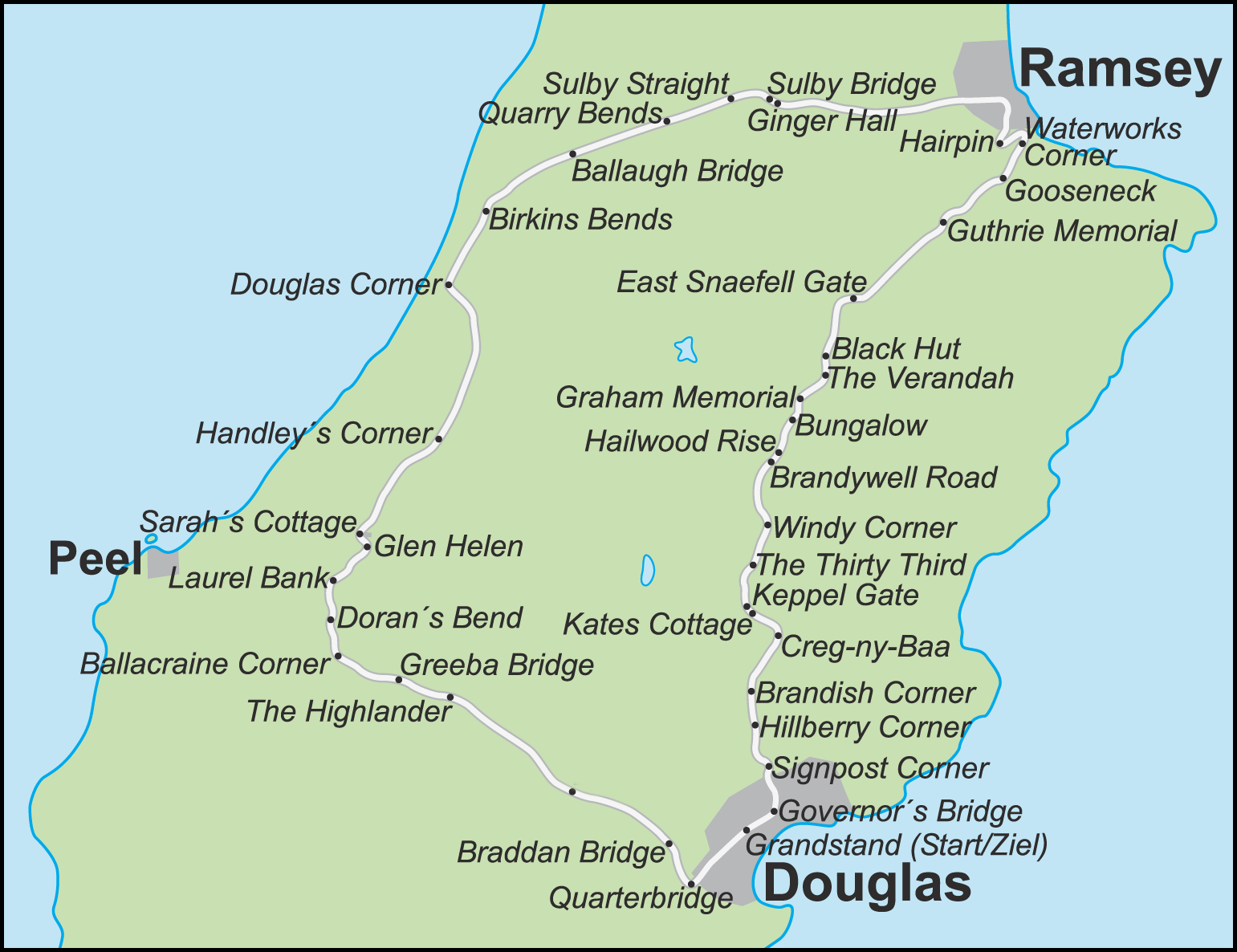
Quarry Bends ligt in het noordoostelijk deel van de Mountain Course

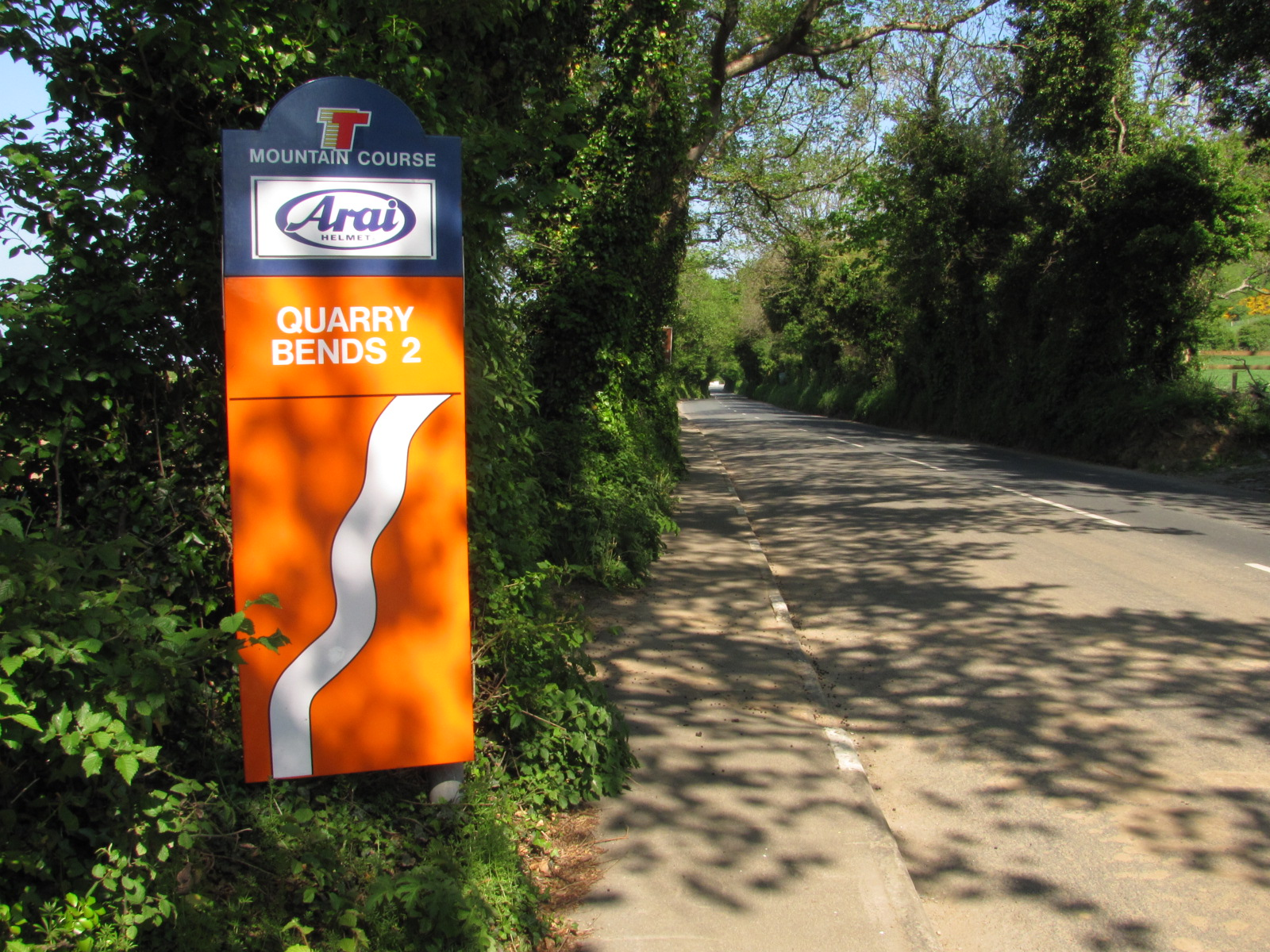
De A3 Castletown - Ramsey bij nadering van Quarry Bends bij Sulby.

TT-coureurs bij het begin van Quarry Bends

Quarry Bends (Manx: Bochten bij Clark's Quarry (Clark's steengroeve). (Voorheen: Ballavolly = boerderij bij de helling of pas) is een markant punt op het eiland Man. 

## Curraghs Wildlife Park
Quarry Bends is een bochtencomplex in de A3 Castletown - Ramsey in de civil parishes Ballaugh en Lezayre. Quarry Bends ligt ook bij de hoofdingang van het Curraghs Wildlife Park, de nabijgelegen Gob y Volley bosplantage en de Close e Volley Depot Forestry Division van het departement van milieu en landbouw van het eiland Man. Vlakbij ligt ook de voormalige boerderij Ballavolley Quarry. 
De omheiningen bij Close e Volley en Ballavolley maken deel uit van het moerasgebied Ballaugh Currags (Oudnoords: "Mirescog" = turfveenmoeras). De A3, die deel uitmaakte van The Long Round, een route tussen Castletown en Ramsey die door koetsen en Charabancs gebruikt werden, de A14 Sandygate Road, de U7 Old Sulby Road, de C29 Old Windmill Road en de B9 Ballacrye Road vormen de begrenzing van het moeras.
In 1897 bouwde de Manx Northern Railway een smalspoorbaan van St John's naar Ramsey die parallel liep aan de A3 van Kirk Michael naar Sulby Bridge. Het spoor kruiste een aantal kleine wegen en liep door het moeras bij Ballacrye, Ballavolley en Cooilbane. Een zijspoor bediende vanaf 1882 Clarke's steengroeve bij het kruispunt Ballavolley/A3 bij Close e Volley, het punt dat later de naam "Quarry Bends" kreeg. 
Het Curragh's moeras werd vanouds gebruikt voor het verbouwen van hooi en vanaf 1930 werd ook gepoogd er vlas te verbouwen. In 1963 werd het aangekocht door de Man Forestry, Lands and Mines Board en het Curraghs Wildlife Park. 

## Isle of Man TT en Manx Grand Prix
Quarry Bends ligt ook bij de 18e mijlpaal van de Snaefell Mountain Course, het stratencircuit waar de Isle of Man TT en de Manx Grand Prix verreden worden. Het maakte ook deel uit van de Highroads Course en de Four Inch Course die gebruikt werden voor de RAC Tourist Trophy autoraces tussen 1906 en 1922. 

### Circuitverloop
Voor de coureurs is Quarry Bends een onderbreking tussen twee snelle stukken in de race: het tamelijk hobbelige gedeelte tussen Ballacrye Corner en Quarry Bends en het strakke asfalt van de Sulby Straight, het snelste stuk van het circuit. 

#### 18e mijlpaal en Quarry Bends
Na de flauwe bocht Ballacrye Corner en de sprong bij Ballacrye Cottage krijgen de coureurs een recht stuk van ongeveer 800 meter, waarbij ze de 18e mijlpaal van de Mountain Course passeren. Dan komen ze bij de eerste (rechter) bocht van Quarry Bends. Er zijn er in totaal vijf: rechts-links-rechts-links-rechts, en de snelheid bij het uitkomen van de laatste bocht is bepalend voor het 2 kilometer lange snelle rechte stuk Sulby Straight (volgens coureur Bruce Anstey maakte 2 mph bij de uitgang van Quarry Bends op het rechte stuk 4 tot 5 mph verschil). De coureurs moeten vertragen voor de bochten en het juist aansnijden van de eerste bepaalt de rijlijnen voor het hele stuk. In de beginjaren van de Isle of Man TT waren de snelheden nog zo laag dat coureurs er volgas doorheen konden sturen. Freddie Frith verklaarde aan het einde van de jaren veertig nog dat hij er in de hoogste versnelling doorheen kon, maar zijn collega's Harold Daniell en Geoff Duke schakelden een versnelling terug. Duke schatte zijn snelheid in Quarry Bends op 160 km/h. Toen de snelheden hoger werden werd het moeilijker, en Ray Knight beschreef het in de jaren zeventig als "door bomen omzoomd, ietwat claustrofobisch en erg smal". Vooral tijdens de (tegenwoordig verboden) ochtendtrainingen, tegen de laagstaande zon in, reden de coureurs van het zonlicht een donkere tunnel in. De bochten waren onoverzichtelijk en de angst van de snelle rijders was dat ze geconfronteerd zouden worden met een langzamere coureur in de bochten. 
In de winters van 1985 tot 1987 voerde de Isle of Man Highway Board uitgebreide verbredingen uit aan de weg bij Quarry Bends. Bomen, heggen en hoge taluds werden weggehaald. Coureurs schatten dat ze daardoor 4 tot 5 seconden winst boekten, maar de weg was nog steeds erg hobbelig. Dat werd in 2000 sterk verbeterd en John McGuinness vergeleek het asfalt daarna met de autosnelweg M1. Ian Hutchinson bleef erbij dat verbeteringen niet altijd veiliger waren. De snelheden werden nog hoger en het wisselen van bochten maakte het fysiek zwaarder.

## Gebeurtenissen bij Quarry Bends
- Op 7 juni 1989 verongelukte Steve Henshaw met een Yamaha FZR 1000 tijdens de Production TT.
- Op 29 augustus 1993 verongelukte Cliff Gobell met een Weslake tijdens de Senior Classic Race van de Manx Grand Prix.
- Op 18 augustus 1997 verongelukte Roger Bowler met een Matchless G50 tijdens de training voor de Manx Grand Prix.
- Op 5 juni 2004 verongelukte Colin Breeze met een Suzuki GSX-R 1000 tijdens de Formula One TT.
- Op 2 september 2005 verongelukte Don Leeson met een 400cc Honda tijdens de Ultra-Lightweight Race van de Manx Grand Prix.
- Op 10 juni 2010 verongelukte Martin Loicht met een 600cc Honda tijdens de Supersport 600 TT.

## Trivia
- Phil Heath werd in 1947 verrast door vochtige stukken na een plaatselijke bui bij Quarry Bends. Hij viel en gleed over het asfalt, waardoor de knopen van zijn leren broek werden losgerukt. Toen hij opstond viel zijn broek op zijn enkels. Een plaatselijke boer hielp hem met een geïmproviseerde broekriem en Phil wandelde naar The Railway Hotel in Ballaugh voor een kop koffie. Hij kocht een treinkaartje om terug naar het rennerskwartier in Douglas te komen. De spoorlijn volgde nog een stuk van het circuit, en hij voelde zich tamelijk beroerd in de tweede klas coupé met enkele burgers, zijn gescheurde leren pak en zijn helm op schoot terwijl hij zijn collega's over het circuit zag rijden.
- Na een val kan het voor coureurs moeilijk zijn als ze later de plaats waar ze gevallen zijn weer passeren. Phillip McCallen viel tijdens de Lightweight TT van 1997, die op maandag werd gereden. Zijn verwondingen vielen mee en hij startte later in de Junior TT. Hij was erg bang geworden en vertelde daar later over dat hij bij elke passage de sporen van zijn val op de weg zag en dat hij misschien wel een halve minuut verloren had bij Quarry Bends. Als dat waar is kostte het hem zijn overwinning in de Junior TT want hij finishte 29,5 seconden na Ian Simpson.

(Markante punten in cursief zijn onofficiële punten of worden alleen gebruikt binnen Marshal Sectors)
1e mijl:
TT Grandstand ·
Nobles Park ·
St Ninian's Crossroads ·
Bray Hill ·
Ago's Leap ·
Quarterbridge Road ·
1st Milestone ·
2e mijl:
Wal Handley Memorial Seat ·
Quarterbridge ·
Port-y-Chee Meadow ·
Braddan Bridge ·
Jubilee Oak ·
Braddan Bridge House ·
Braddan Depot ·
Snugborough (Cronk Dhoo) ·
2nd Milestone ·
3e mijl:
Union Mills (Mullen Dhoo, Mwyllin Dhoo Aah, Mullin Doway) ·
Railway Inn ·
Ballahutchin Hill (Elm Bank Hill) ·
3rd Milestone ·
4e mijl:
Ballafreer ·
Glenlough ·
Ballagarey Corner ·
Glen Vine (Glen Darragh) ·
Ballabeg ·
4th Milestone ·
5e mijl:
Crosby ·
Crosby Left (Vicarage Corner) ·
Crosby Cross-Roads ·
5th Milestone ·
6e mijl:
Crosby Hill (Ballaglonney Hill of Halfway Hill) ·
Halfway House (The Waggon & Horses) ·
St Trinian's ·
The Highlander ·
Greeba Verandah ·
Pear Tree Cottage ·
Greeba Castle ·
6th Milestone ·
7e mijl:
Appledene (Shimmin's Corner) ·
Central Valley (Greeba Gap) ·
Greeba Bridge ·
The Hawthorn ·
Knock Breck ·
Gorse Lea ·
7th Milestone ·
8e mijl:
Ballagarraghyn ·
Ballacraine ·
Ballaspur ·
Ballig ·
8th Milestone ·
9e mijl:
Ballig Bridge ·
Doran's Bend ·
Laurel Bank ·
9th Milestone ·
10e mijl
Glen Moar Mill ·
Black Dub ·
Quarter-Distance Marker ·
The Vaish ·
Glen Helen (Glen Rhenass) ·
Sarah's Cottage ·
Creg Willey's Hill ·
10th Milestone ·
11e mijl:
Lambfell Beg ·
Lambfell (Moar) Cottage ·
Cronk-y-Voddy (Cronk-y-Voddy Straight) ·
Cronk-y-Voddy Cross Roads ·
Molyneux's ·
Cronk Bane Farm ·
11th Milestone ·
12e mijl:
Drinkwater's Bend ·
Handley's Corner (Cronk-y-Fedjag, Ballamenagh) ·
12th Milestone ·
13e mijl:
McGuinness's (Shoughlaigue Bridge) ·
Ballaskyr ·
Barregarrow Cross Roads (Cronk Aashen) ·
Barregarrow ·
Little Bray ·
Barregarrow Bottom ·
Cammal Farm ·
Cronk Urleigh ·
13th Milestone ·
14e mijl:
Ballalonna Bridge ·
Westwood Corner ·
Ballakinnag ·
14th Milestone ·
15e mijl:
Douglas Road Corner ·
Glen Wyllin Corner ·
The Mitre ·
Dave Saville Memorial Seat ·
Kirk Michael ·
The White House ·
15th Milestone ·
16e mijl:
Birkin's Bend ·
Rhencullen ·
Bishopscourt ·
Bishopscourt Farm Bends ·
Bishopscourt Straight ·
Orrisdale North ·
16th Milestone ·
17e mijl:
Dub Cottage (Bishop's Dub) ·
Alpine Cottage ·
Balla Cobb ·
17th Milestone ·
18e mijl:
Ballaugh Bridge ·
Ballaugh ·
Gwen's ·
Ballacrye Corner ·
Ballacrye ·
18th Milestone ·
19e mijl:
Quarry Bends ·
Ballavolley ·
Wildlife Park ·
Sulby Straight ·
Half-distance Marker ·
19th Milestone ·
20e mijl:
Sulby ·
Sulby Glen Hotel ·
Sulby Crossroads ·
Sulby Bridge ·
20th Milestone ·
21e mijl:
Ginger Hall ·
Kerrowmoar ·
21st Milestone ·
22e mijl:
Glen Duff ·
Glentramman ·
Temple Corner (Water Through Corner) ·
Glentramman Loop Road ·
Churchtown ·
Caravan ·
22nd Milestone ·
23e mijl:
Lezayre War Memorial ·
Ballakillingan ·
Conker Fields ·
K-tree ·
Sky Hill ·
Milntown Cottage (Pinfold Cottage) ·
Milntown Bridge (Glen Auldyn Bridge) ·
Milntown ·
Gardener's Lane ·
23rd Milestone ·
24e mijl:
Lezayre Road ·
School House Corner (Crossags, Russel's Corner) ·
Parliament Square ·
Queen's Pier Road ·
Ramsey Depot ·
Cruickshanks Corner ·
May Hill ·
24th Milestone ·
25e mijl:
Whitegates ·
Stella Maris ·
Ramsey Hairpin ·
Little Gooseneck ·
Water Works Corner ·
Ballure Reservoir ·
Mountain Section ·
Tower Bends ·
25th Milestone ·
26e mijl:
Gooseneck ·
Joey's (26th Milestone) ·
27e mijl:
Guthrie's Memorial ·
The Cutting ·
27th Milestone ·
28e mijl:
Milligan's Bridge ·
Mountain Mile ·
28th Milestone ·
29e mijl:
Three-Quarter distance marker ·
Mountain Box (East Mountain Gate, East Snaefell Gate) ·
29th Milestone ·
30e mijl:
Casey's (Rice's Corner, George's Folly) ·
Black Hut (Stonebreakers Hut, Shepherd's Hut) ·
John Smyth Memorial Shelter ·
Verandah ·
30th Milestone ·
31e mijl:
Bungalow Bridge ·
Stonebridge ·
Les Graham Memorial ·
Bungalow Bends ·
McIntyre Box ·
Murray's Museum ·
Joey Dunlop Memorial ·
The Bungalow ·
31st Milestone ·
32e mijl:
Hailwood's Rise ·
Hailwood's Height ·
Brandywell (West Mountain Gate, Beinn-y-Phott Gate, Bungalow Gate) ·
Duke's (32nd Milestone) ·
33e mijl:
Windy Corner (Nobles Corner) ·
Nobles Park Road ·
Slieu Lhost Quarry ·
Thirty-Third (33rd Milestone) ·
34e mijl:
Keppel Gate (Clarke's Corner) ·
Kate's Cottage (Shepherd's House) ·
34th Milestone ·
35e mijl:
Creg-ny-Baa (the Keppel Hotel) ·
Gob-ny-Geay (Sunny Orchard) ·
35th Milestone ·
36e mijl:
Brandish Corner (Telegraph Hill, O'Donnell's en Upper Hillberry Corner) ·
Hillberry Corner ·
36th Milestone ·
37e mijl:
Glen Dhoo Farm ·
Hillberry Road ·
Cronk-ny-Mona ·
Johnny Watterson's Lane ·
Signpost Corner ·
Bedstead Corner ·
The Nook ·
37th Milestone ·
38e mijl:
Bemahague ·
Governor's Bridge ·
Governor's Dip ·
Glencrutchery Road ·
38th Milestone